# موناستيرولو كاسوتو
موناستيرولو كاسوتو هي بلدية (كوميون) في مقاطعة كونيو في منطقة بيدمونت الإيطالية، وتقع على بعد قرابة 80 كيلومتر (50 ميل) جنوب تورينو وقرابة 30 كيلومتر (19 ميل) شرق كونيو.
تقع موناستيرولو كاسوتو على حدود البلديات التالية: ليسيو، مومباسيليو، بامباراتو، سان ميشيل موندوفي، سكانيللو، توري موندافي، فيولا.